# Кеймада-Нова
Кеймада-Нова (порт. Queimada Nova) — муниципалитет в Бразилии, входит в штат Пиауи. Составная часть мезорегиона Юго-восток штата Пиауи. Входит в экономико-статистический микрорегион Алту-Медиу-Канинде. Население составляет 8553 человек на 2010 год. Занимает площадь 1284,674 км². Плотность населения — 6,66 чел./км².

## Демография
Согласно сведениям, собранным в ходе переписи 2010 г. Национальным институтом географии и статистики (IBGE), население муниципалитета составляет:
| Полное население                               | Полное население                               | Полное население                               | Полное население                               | 8553  |
| ---------------------------------------------- | ---------------------------------------------- | ---------------------------------------------- | ---------------------------------------------- | ----- |
| в том числе:                                   | Городское население                            | 1156                                           | Процент городского населения, %                | 13,52 |
|                                                | Сельское население                             | 7397                                           | Процент сельского населения, %                 | 86,48 |
|                                                | Мужское население                              | 4280                                           | Процент мужского населения, %                  | 50,04 |
|                                                | Женское население                              | 4273                                           | Процент женского населения, %                  | 49,96 |
| Плотность населения, чел/км²                   | Плотность населения, чел/км²                   | Плотность населения, чел/км²                   | Плотность населения, чел/км²                   | 6,66  |
| Население муниципалитета в % к населению штата | Население муниципалитета в % к населению штата | Население муниципалитета в % к населению штата | Население муниципалитета в % к населению штата | 0,27  |

По данным оценки 2016 года, население муниципалитета составляет 8796 жителей.

## Статистика
- Валовой внутренний продукт на 2003 год составляет 12 193 141,00 реалов (данные: Бразильский институт географии и статистики).
- Валовой внутренний продукт на душу населения на 2003 год составляет 1405,23 реалов (данные: Бразильский институт географии и статистики).
- Индекс развития человеческого потенциала на 2000 год составляет 0,532 (данные: Программа развития ООН).